# Соларни димњак
Соларни димњак (енгл. Solar chimney) је једноставни пасивни соларни систем вентилације који је познат још од античког доба. Састоји се од шупљег резервоара који повезује унутрашњи и спољни део грађевине.

## Природна вентилација и ефект димњака
Природна вентилација подразумева измену и струјање ваздуха у простору без коришћења додатних средстава, односно без коришћења вентилатора. Силе које покрећу и утичу на природну вентилацију простора су енергија ветра, односно ефекат димњака. Под енергијом ветра сматра се струјање ваздуха кроз вентилационе канале узроковано ветром као резултат конверзије динамичког притиска ваздуха у статички. С порастом температуре ваздуха долази и до смањења његове густине (чиме он постаје лакши) због чега долази до његовог струјања према горе. Ефекат димњака је управо појава у чијој је сржи ова појава. Да би дошло до његове појаве мора постојати температурна разлика између унутрашњег простора и животне средине.

## Начин рада сунчевог димњака
Овај врло једноставан и јефтин начин вентилације у својој се најједноставнијој варијанти састоји од димњака обојеног у црно. Идеално црно тело је савршени апсорбер и упија сво електромагнетно зрачење које падне на њега, што значи да ће у реалном стању тело обојено у црно упити највише Сунчевог зрачења које падне на њега у поређењу са истим тим телом неке друге боје. Током дана Сунчево зрачење греје димњак, а тако и ваздух унутар њега, те се због тога јавља ефекат димњака при чему долази до струјања топлог ваздуха према горе. Како се топли ваздух диже према горе, у подножју димњака јавља се слаби подпритисак због чега се јавља струјање ваздуха из грађевине према димњаку. Тада се у грађевини јавља подпритисак због којег се онда јавља струјање ваздуха у грађевину. Ваздух улази у подземни измењивач топлоте који је уједно и резервоар свежег ваздуха, те се ту хлади предајући топлоту тлу. Може се сматрати да тло на одређеној дубини увек има исту температуру (од +8 до +12 °C) што омогућује управо овакав начин пасивног хлађења. Такав охлађени ваздух онда због споменутог подпритиска у грађевини струји из расхладног резервоара у грађевину.

## Делови система сунчевог димњака
Иако постоји више врста оваквог типа вентилације, систем вентилације са сунчевим димњаком, у већини случајева, састоји се од следећих основних елемената:
- Сунчев димњак, односно површина која је намењена за апсорбовање Сунчевог зрачења; ова површина се може налазити само на једном делу грађевине (највиши део) или може обухватати читаву висину сунчевог димњака. Оријентација (у односу на Сунце), врста материјала, изолације и топлотних својстава самог сунчевог димњака од изразите су важности за квалитет ове врсте пасивне климатизације.
- Главно вентилацијско окно, чији положај, висина размештај и топлотна својства значајно утичу на цео систем.
- Улазна и излазна окна ваздуха чији су положај, величина и аеродинамичка својства битна за ефикасност целог система.

## Намена
Већ деценијама, а посебно у данашње време, за вентилацију зграда користи се присилна циркулација ваздуха (покретана вентилаторима) док се за грејање и хлађење ваздуха користи електрична енергија. Све ово доводи до све веће потрошње електричне енергије у зградарству, а самим тиме и неупитног повећања загађења околине. Баш због проблема са загађењем, али и са све већим ценама фосилних горива (од којих се још увек добија велика већина електричне енергије), овај тип пасивне вентилације поново добија на значају како се за његово коришћење не користи додатни извор енергије, те се на тај начин не производи додатно загађење околине. Ипак, основни недостатак ове варијанте вентилације и климатизације је проблем са ниским расположивим падом притиска у систему који онемогућава комплексне системе са сложеним управљањем.